# 諏方大明神画詞

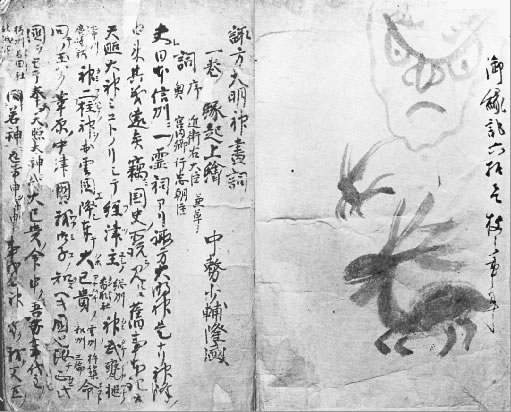
権祝本

『諏方大明神画詞』（すわだいみょうじんえことば）は、長野県の諏訪地域に鎮座する信濃国一宮、諏訪大社の最古の縁起絵巻。『諏訪大明神画詞』『諏訪大明神絵詞』『諏訪絵詞』『諏訪大明神御縁起次第』『諏方縁起絵巻』『諏訪縁起画詞』等とも称される。

## 概要

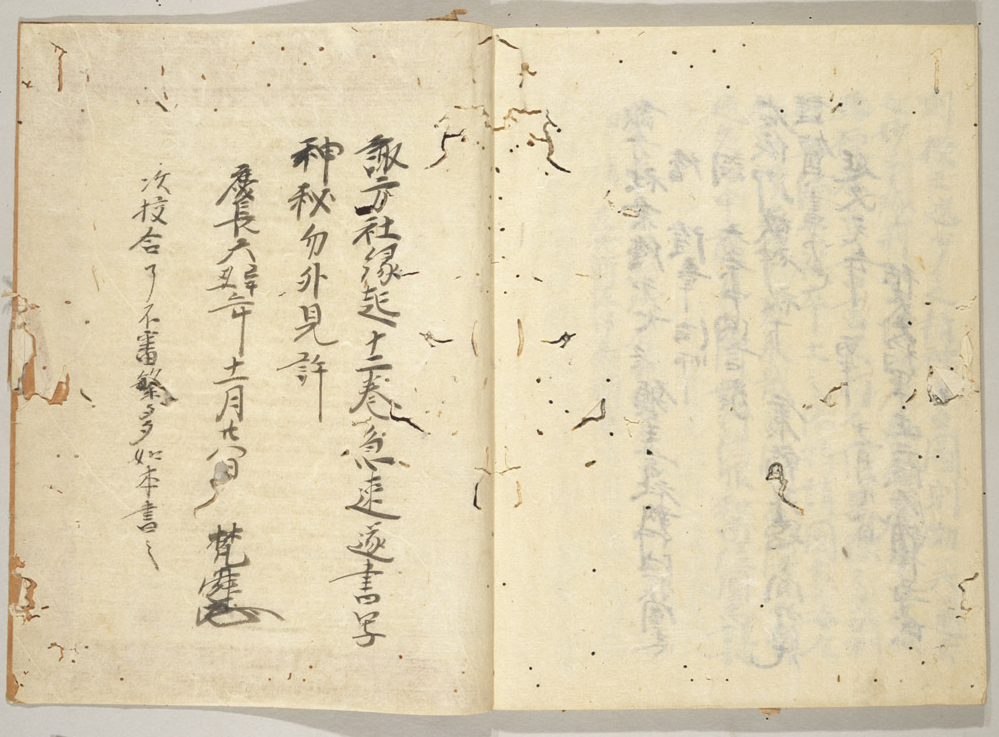
梵舜本（東京国立博物館蔵）

1356年（正平11年 / 延文1年）成立。全12巻。著者は諏訪円忠（小坂円忠）。
本来は『諏方大明神縁起絵巻』・『諏方縁起』等と称する絵巻物であった。しかし、早い段階で絵は失われ、詞書（ことばがき）の部分の写本のみを現在に伝え、文中には「絵在之」と記すに留めている。
著者の諏訪円忠は、神氏（諏訪大社上社の大祝、諏訪氏）の庶流・小坂家の出身で、室町幕府の奉行人であった。成立に関しては洞院公賢の『園太暦』にも記されており、失われていた『諏方社祭絵』の再興を意図したものであったという。
最初に国譲り神話により健御名方神が諏訪に鎮座した由来を記し、ついで神功皇后の三韓征伐や坂上田村麻呂の蝦夷征討などに神威を表わし、軍神として知られるようになった縁起を記している。この画詞の原本は現存しないが、当代一流の絵師2名、書家8名の手になり、各巻の外題は後光厳天皇（北朝、持明院統）による宸筆で、巻末には将軍足利尊氏の奥書が添えられていたと伝わる。現在は権祝本・神長本・武居祝家本等があり、権祝本が善本とされている。
北方史においては、初めて北海道アイヌについてまとまった記述のなされている史料であり、14世紀の和人の目からみたアイヌの習俗やそれを取り巻く北方世界の様子を紹介し、説明した文献資料である。『諏方大明神画詞』によれば、「我国」（日本）の東北には「蝦夷ガ千島」があり、日ノモト、唐子、渡党の「三類」がそれぞれ333の島に住んでいる。そのうち、渡党が居住する地域には「宇曾利鶴子（ウソリワケ）別」（=函館）、「万当満伊犬（マトウマイヌ）」（=松前）がある。また、「渡党」の多くが「奥州津軽外ノ浜ニ往来交易」していることも伝えている。

## 内容
- 縁起（5巻）: 諏訪社の起源と諏訪明神にまつわる故事
  - 縁起 上巻
    - 神降の由来、『先代旧事本紀』における国譲り神話（第一段）
    - 神功皇后の三韓征伐に際しての諏訪明神の活躍（第二段 - 第四段）
    - 持統天皇の勅使派遣、諏訪社の祭礼の始まり（第五段）
    - 諏訪明神、開成皇子の写経を守護する（第六段 - 第八段）

  - 縁起 中巻
    - 諏訪明神、坂上田村麻呂の安倍高丸に参戦する（第一段 - 第三段）
    - 社殿の式年造営について（第四段）
    - 歴代天皇や武士の崇敬、位階の上昇（第五段）
    - 千部経の知識に預かる諏訪明神（第六段）
    - 諏訪明神、慈覚大師の写経を守護する（第七段）
    - 諏訪明神、良忍上人の融通念仏勧進に協力する（第八段 - 第九段）

  - 縁起 下巻
    - 諏訪明神、文永・弘安の蒙古襲来に際して龍の姿となり神風を起こす（第一段）
    - 奥州騒乱の時に龍の姿をした諏訪明神が出現する（第二段）
    - 弘安2年8月、明神化現の大軍が東へ向かうという大乱の予兆が現れる（第三段）
    - 各地の諏訪社の別宮[注釈 1]の事、仏法に帰依する諏訪明神（第四段）

  - 縁起 第四（追加上）: 諏訪社の社家（主に神氏）にまつわる話[注釈 2]
    - 八幡太郎と神氏のかかわり、諏訪郡を出てはならないという掟を破った大祝為仲の死（第一段 - 第三段）
    - 為仲死後の大祝継承の話（第四段）
    - 下宮の金刺盛澄、源頼朝によって赦免される（第五段 - 第六段）
    - 承久の乱における諏訪信重の活躍、神氏の西国・北国への発展（第七段）
    - 中先代の乱での大祝頼継の父祖一族（頼重・時継ら）の滅亡、頼継の潜伏と復帰、足利尊氏の入洛（第八段 - 第九段）

  - 縁起 第五（追加下）: 諏訪社の頭役人にまつわる話
    - 頭役人に鷹を貸さなかった人が失明（第一段）
    - 頭役人に害を加えた内管領・果円の滅亡（第二段 - 第三段）
    - 焔王宮に到った男がその年の頭役人であるということで生き返る（第四段）
    - 僧・妙通の修行と頭役に当たった地頭の妻を通しての諏訪明神からの神託（第五段 - 第六段）
    - 流罪になっている頭役人を召し返さなかった北条時村と北条宗方の滅亡（第七段）
    - 頭役人に馬を貸さなかったため馬の耳が消える（第八段）
    - 諏訪明神の使い、北条高時邸に北条氏の滅亡を告げる（第九段）
    - 頭役人に犬を貸さなかったため犬が死んでしまう（第十段）
- 諏方祭（7巻）: 諏訪上社・下社の年中祭事
  - 巻第一 春上（1月 - 2月）
    - 序文（第一段）
    - 荒玉社・若宮社への参詣（1月1日）（第二段）
      - 上社大祝職の起源

    - 蛙狩神事（同日）（第三段 - 第四段）
      - 上社（本宮）の社殿の配置
      - 諏訪社の生贄の事

    - 御占神事、大祝の代理となる神使（おこう）を当てる（同日）（第五段）
    - 歩射神事（1月17日）（第六段）
    - 下社神宮寺の常楽会（2月15日）（第七段）
      - 下社の春宮と秋宮

    - 荒玉社の神事、神使の精進始め（2月晦日）（第八段）

  - 祭二 春下（3月）
    - 外県[注釈 3]神使の御立御（みたてまし）（第一段）
    - 内県[注釈 4]・小県[注釈 5]神使の御立御（3月酉日）（第二段）
    - 神使の巡回（廻神）（第三段）
    - 大宮（本宮）の御祭、国司使奉幣（3月寅日）（第四段）
    - 祝日射礼（3月卯日）（第五段）
    - 禰宜送り、野焼社神事（3月辰日）（第六段）
    - 新申、上社神宝の公開（3月巳日）、磯並社神事（3月午日）（第七段）

  - 祭三 夏上（4月 - 5月上旬）
    - 神事、大宮にて花会（4月1日、3日、7日）（第一段）
    - 上社神宮寺の法会（4月8日）（第二段）
    - 大宮臨時神事（4月15日）（第三段）
    - 矢崎（やがさき）神事（4月27日）（第四段）
    - 御狩押立（5月2日）（第五段）

  - 祭四 夏下（5月上旬 - 6月）
    - 五月会（5月5日）（第一段）
    - 流鏑馬（5月6日）（第二段）
    - 臨時祭（6月1日、20日）、御作田狩押立（6月27日）（第三段）
    - 藤島社にて田植神事（6月晦日）（第四段）
      - 藤島明神の由来、諏訪明神と洩矢の悪賊の戦い

    - 諏訪湖にて鯉馳せ（鯉を射る漁法）（第五段）

  - 祭五 秋上（7月）
    - 下社の御移徙（遷座祭）（7月1日）、梶の葉が用いられる七夕饗膳（7月7日）（第一段）
    - 御射山への「登りまし」、酒室社神事（7月26日）（第二段 - 第三段）
    - 山宮参拝、御狩（7月27 - 28日）（第四段）

  - 祭六 秋下（7月下旬 - 9月）
    - 御射山御狩（7月27 - 30日）（第一段）
      - 御狩りの由来、天竺波提国王（諏訪明神の前身）の狩り

    - 御射山より「下りまし」、来年の頭役人への御符渡し（7月晦日）（第二段）
    - 御作田の熟稲奉献（8月1日）（第三段）
    - 放生会（8月15日）（第四段）
    - 重陽の神事（9月1日）、秋尾祭御狩（9月己亥日）（第五段）
    - 秋尾御狩の3日目（第六段）
    - 国司使参詣、神宝の公開（9月甲寅日）（第七段）

  - 祭七 冬（10月 - 12月）
    - 10月（神無月）には祭典がない（第一段）
    - 祭事がないため立ち入りが制限される御狩場・神野（こうや、八ヶ岳西麓）を侵す者の出没（第二段）
    - 神使の冬の御立御（11月28日）（第三段）
    - 一の祭り、御室（みむろ）の造営（12月22日）（第四段）
      - シンフクラの舞（狂言）（12月24日）

（あらすじ）腹痛を訴える陸奥国の姫君が諏訪明神の御室の中にある「シンフクラ」という鳥を薬にすれば治ると教えられる。御室の前にやってくる使者が神官にその旨を伝えて、鷹を献上する。神官に呼び出された福太郎という犬がシンフクラを捕らえようとする。
      - 乱舞興宴（12月28日）、大夜明・大巳祭（12月29日）

    - 葛井の池にて御手幣送り（12月晦日）（第五段）
    - 御神渡りについて（第六段）
      - 御神渡りを自分の目で確かめようとした僧の話

### 関連文献
- 宮坂光昭:解説 折井宏光:絵『諏方大明神画詞』長野日報社（1998年）原画は諏訪市美術館所蔵
- 五味夏希 著「マンガでよむ『諏訪大明神絵詞』」地域商社SUWA株式会社[6]